# Vincent-Symptom
Als Vincent-Symptom oder Vincent-Syndrom (benannt nach dem algerischen Arzt B. Vincent) bezeichnet man  eine Sensibilitätsstörung (Hypästhesie oder Parästhesie bis hin zur vollständigen Anästhesie) im Versorgungsgebiet des Nervus alveolaris inferior. Sie zeigt sich in der Gefühllosigkeit der rechten oder linken Unterlippenhälfte. Das Symptom kann nach einer Osteomyelitis des Unterkiefers, nach einer Unterkieferfraktur, bei der es zu einer Ruptur des Nervus alveolaris inferior im Mandibularkanal kommt, auftreten. Die Funktionsstörung des Nervus mentalis, zeigt an, dass im Verlauf des Nervus alveolaris inferior ein traumatischer, chemischer, toxischer oder infektiöser Prozess den Nerven alteriert hat. Die Ausfälle können auch bei Unterkiefertumoren auftreten. Iatrogen kann das Vincent-Symptom nach zahnärztlich-chirurgischen Eingriffen entstehen, ebenso nach endodontischen Behandlungen, wenn durch eine Überfüllung des Wurzelfüllmaterials in den Mandibularkanal der Nerv komprimiert wird.